# Jadwiga Przygocka
Jadwiga Przygocka (ur. 1 kwietnia 1930 w Tuczynie, zm. 1 stycznia 2020 w Łodzi) – polska bibliotekarka, dyrektor Biblioteki Głównej Politechniki Łódzkiej w latach 1973–1988.

## Życiorys

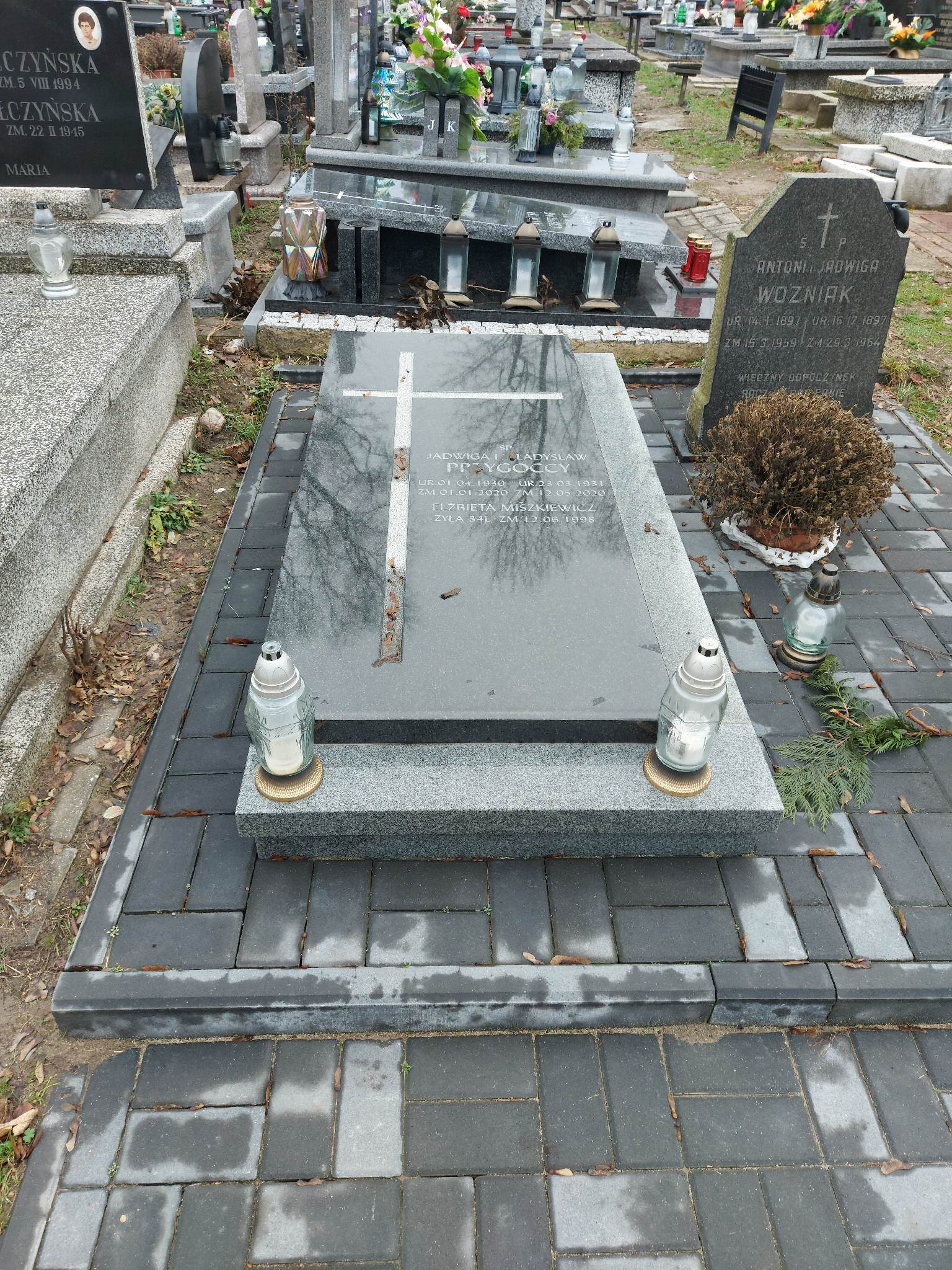
Grób Jadwigi i jej męża Władysława.

Urodziła się w Tuczynie na Wołyniu (pow. Równe, obecnie Ukraina) w 1930 roku. W 1937 roku wraz z rodzicami przyjechała do Końskich i tam w 1950 złożyła egzamin maturalny. Rozpoczęła studia I stopnia na kierunku filologia polska ze specjalizacją bibliotekarstwo na Uniwersytecie Łódzkim. Magisterium ukończyła w 1955 roku na Wydziale Filologicznym Uniwersytetu Jagiellońskiego. Po otrzymaniu dyplomu podjęła pracę w ówczesnej Miejskiej Bibliotece im. L. Waryńskiego.
W 1956 roku rozpoczęła pracę w Bibliotece Głównej Politechniki Łódzkiej. Kierowała Działem Bibliograficzno-Informacyjnym (późniejszym Oddziałem Informacji Naukowej). W 1957 roku odbyła roczną Praktykę Międzybiblioteczną I stopnia, zaś w 1961 roku dwuletni korespondencyjny kurs bibliograficzny w Bibliotece Narodowej. W 1962 roku zdała państwowy egzamin, uzyskując tytuł bibliotekarza dyplomowanego. W 1964 roku została zatrudniona na etacie adiunkta. W 1966 roku uczestniczyła w półtorarocznym kursie II stopnia w zakresie informacji naukowo-technicznej (CIINTE). Otworzyła przewód doktorski na Uniwersytecie Wrocławskim. Temat jej pracy doktorskiej: „Żegota Pauli (1814–1895). Zarys monograficzny”. W 1969 roku uzyskała stopień doktora nauk humanistycznych w zakresie bibliotekoznawstwa. W latach 1967–1971 brała udział w seminariach i kursokonferencjach dla wykładowców z zakresu informacji naukowo-technicznej.
W latach pracy w Dziale Bibliograficzno-Informacyjnym była redaktorem „Bibliografii dorobku piśmienniczego pracowników PŁ”, opracowała „Program rozwoju działalności bibliotecznej do roku 1990”, stworzyła autorski program zajęć z przysposobienia bibliotecznego i seminarium z zakresu informacji naukowej dla środowiska uczelnianego (i kierowała zespołem dydaktycznym prowadzącym te zajęcia). Została powołana na stanowisko dyrektora Biblioteki Głównej 1 kwietnia 1974 roku w miejsce ustępującego Jana Walewskiego. Do jej zasług na tym stanowisku należy rozbudowanie struktury bibliotecznej, poprawa warunków lokalowych i wyposażenia biblioteki, uporządkowanie bibliotek zakładowych, uaktywnienie zawodowe kadry, rozwinięcie działalności informacyjnej i badawczej. Za jej kadencji powołano do istnienia filie biblioteki na Wydziale Budownictwa i Architektury w 1975 roku, na Wydziale Chemii Spożywczej w 1976 roku, na Wydziale Elektrycznym w 1982 roku oraz Bibliotekę Beletrystyczną w 1975 roku. W 1977 roku w filię przemianowano także Czytelnię Chemiczną, która znajdowała się w strukturach biblioteki od 1952 roku. W 1984 roku z inicjatywy Jadwigi Przygockiej zorganizowano pierwszą w historii biblioteki sesję naukową na temat „Bibliotecznej Sieci Uczelnianej i jej udziału w realizacji procesu dydaktycznego i naukowego Politechniki Łódzkiej w latach 1945–1983”.
W lutym 1986 jako wolontariusz z ramienia UNESCO została oddelegowana służbowo na misję do Zairu w celu zorganizowania tam biblioteki ONZ oraz stworzenia księgozbioru na potrzeby oświaty w Krajowej Bibliotece Nauczycielskiej w Kinszasie. Na czas przewidywanej dwuletniej nieobecności pełnomocnictwa i obowiązki przekazała Czesławie Garnysz, od 1983 roku pełniącej funkcję zastępcy. W 1988 roku Przygocka podjęła decyzję o rezygnacji ze stanowiska dyrektora i kontynuowaniu prac w Zairze. Przebywała tam do 1990 roku. Po powrocie z Afryki przeszła na emeryturę i została zatrudniona w charakterze historiografa uczelni, współpracując z Komisją Historyczną PŁ.
Dorobek publikacyjny Jadwigi Przygockiej obejmuje niemal 50 prac z zakresu bibliotekoznawstwa i informacji naukowej. Jest również autorką opracowań o charakterze historycznym, dotyczącym przeszłości Politechniki Łódzkiej. Otrzymała liczne nagrody, m.in. nagrodę MNSzWiT, odznaki Zasłużonego Działacza Kultury, Zasłużonego Pracownika Informacji Naukowej, Zasłużonego dla Politechniki Łódzkiej, Złoty Krzyż Zasługi, Krzyż Kawalerski Orderu Odrodzenia Polski. W 2000 roku ostatecznie zakończyła pracę na Politechnice Łódzkiej.